# Rectoria de Sant Martí de Llémena
Rectoria de Sant Martí de Llémena és una casa de Sant Martí de Llémena (Gironès) inclosa a l'Inventari del Patrimoni Arquitectònic de Catalunya.

## Descripció
Edifici situat a la banda dreta del poble, ben destacat. Separat de l'església però comunicat amb ella per la porta del cementiri, davant l'església. L'edifici guanya el desnivell entre les façanes principal i posterior i té planta rectangular, amb un annex baix al costat dret. La façana principal, de composició simètrica, té una porta de llinda plana, igual que la resta de finestres, i datada el 1761. També ho estan les finestres de la primera i segona planta que coincideixen amb la seva vertical. Aquest cos central està flanquejat per finestres idèntiques a elles però sense datar. Les finestres de la segona planta són més petites i les de la planta baixa només són de ventilació, molt petites.
Les façanes laterals i posterior tenen obertures de composició diversa i de llinda plana. Les de la façana lateral esquerra estan datades: 1760 i 1761. A la llinda de la porta de la cuina hi ha la següent inscripció: DR. FORTUNATUS VALLRIBERA RY ME EDIFICAVI FECIT AN 1760.
El teulat és a dues aigües, el carener perpendicular a la façana principal i té un voladís fet de teules.

## Història
Segons llindes: 1613, 1760, 1761 (coincidint amb l'ampliació de l'església).
Altres dates que es poden veure cisellades a diverses llindes són:
- 1760 finestra esquerra[1]
- 1761 porta[1]
- 1770 finestra façana que dona al carrer[1]
- 1813 finestra[1]